# Jerzy Adam Brandhuber
Jerzy Adam Brandhuber  (* 23. Oktober 1897 in Krakau; † 19. Juni 1981 in Oświęcim) war ein polnischer Maler und Überlebender des Konzentrationslagers Auschwitz.

## Werdegang
1924 schloss er sein Malereistudium an der Akademie der Schönen Künste in Krakau ab. Dort war er in den Meisterklassen von Mehoffer, Malczewski und Dębicki. Im Anschluss arbeitete er in Jasło als Zeichenlehrer am Stanisław-Leszczyński-Gymnasium.
Wegen „Hilfe für Juden“ wurde er 1942 verhaftet und kam dann am 14. Januar 1943 in das Konzentrationslager Auschwitz.
Unter der Häftlingsnummer 87112 wurde er dem Arbeitskommando „Bekleidungskammer“ zugeteilt, wo er die Nummer schreiben musste, welche zur Kennzeichnung der Häftlinge dienten. Nach einem Evakuierungsmarsch/Todesmarsch kam er im Oktober 1944 nach Sachsenhausen, bevor er in das Nebenlager Heinkel-Werke Oranienburg überstellt wurde. Nach seiner Befreiung am 3. Mai 1945 lebte er noch ein Jahr in Lübeck und kehrte anschließend nach Krakau zurück, wo er den Zyklus Vergessene Erde schuf, der sich mit seinen Erinnerungen an das KZ Auschwitz beschäftigt. Das wertvolle an diesen Bildern ist die unmittelbare Entstehung nach dem Zweiten Weltkrieg. 
Bei einer Ausstellung seiner Werke 1947 in Kattowitz lernte er den Direktor vom Gedenkstätte und Museum zum KZ Auschwitz, Tadeusz Wąsowicz, kennen und wurde von diesem überredet, im Museum mitzuarbeiten. Er war zuerst Leiter der künstlerischen Abteilung, dann leitete er die Dokumentationsabteilung und zum Schluss stand er der Abteilung Lagergeschichte vor. Auf seine Initiative ging auch am 20. Mai 1952 die Gründung einer wissenschaftlichen Gruppe zurück, um die „genaue Zahl der Opfer von Auschwitz“ zu eruieren. 
Aufgrund der Wohnungsknappheit in Oświęcim und in Polen allgemein bekam er eine „Dienstwohnung“, d. h. ein kleines Zimmer ohne Küche, in der Gedenkstätte, welche er bis zu seinem Tod bewohnte.
Jerzy Adam Brandhuber schuf 1946 mit Vergessene Erde einen Zyklus von Zeichnungen, der sich mit seinen Erinnerungen an Auschwitz beschäftigt. Die Bilder geben mehr auf symbolische als auf dokumentarische Art das Lagerleben wieder, so fehlen bei den meisten Personen konkrete Gesichter. Gegen Ende seines Lebens malte er vor allem Akte, Porträts und Landschaften.